# مزرعه علی شفیع
۳۲°۰۷′۵۳″ شمالی ۵۳°۱۹′۰۲″ شرقی / ۳۲٫۱۳۱۳۹°شمالی ۵۳٫۳۱۷۲۲°شرقی
مزرعه علی شفیع یک روستا در ایران است که در استان یزد و بخش ندوشن واقع شده‌است.